# Gösta Ahlberg (konstnär, 1925–2020)
För andra personer med samma namn, se Gösta Ahlberg
Gösta Edvard Ahlberg, född 4 juni 1925 på Frösön, Östersund, död 2 juli 2020, var en svensk konstnär.
Ahlberg arbetade parallellt med konstnärsverksamheten som musiker och lärare. Först studerade han musik vid Musikaliska Akademien i Stockholm och därefter måleri och skulptur vid Stockholms konstskola. Hans lärare var där bland andra Allan Dolmén och Gösta Werner. Han studerade även skulptur för Berto Marklund.
Ahlberg debuterade med abstrakt måleri och collage 1962 och fick redan från början ett positivt mottagande i pressen . Senare har naturmåleriet dominerat speciellt med motiv från den svenska fjällvärlden och skärgården samt spanska landskap. Han har av konstkritikerna rosats  för sitt temperamentsfulla måleri och ypperliga färgkänsla  . 
Gösta Ahlberg har haft ett tjugotal egna utställningar i Sverige och Spanien och dessutom medverkat i ett antal jurybedömda samlingsutställningar såsom Liljevalchs Vårsalong, Sollentunasalongerna Galleri Aniara och Edsvik och senast i Överbys höstsalong 2009, 2010, 2012 och 2013. Han inbjöds dessutom att medverka i Riksutställningar, Konst i skolan, Vision och verklighet, Arco Iris (Upplands Väsby) samt EU-projektet Smålands gröna hjärta.
Verk av Ahlberg finns hos Stockholms landsting samt i ett flertal kommuner i mellersta och norra Sverige.
Han bodde sedan början av 1950-talet i Sollentuna kommun. 